# Martin Vitík
Martin Vitík (* 21. Januar 2003) ist ein tschechischer Fußballspieler.

## Karriere

### Verein
Nachdem er in jungen Jahren für den FK Králův Dvůr und später nochmal kurz für FC Tempo Praha gespielt hatte, schloss er sich 2017 der Jugend von Sparta Prag an und ging hier Anfang 2021 auch fest in den Kader der ersten Mannschaft über. Sein Debüt für die Mannschaft hatte er zuvor aber schon in der Europa League 2020/21, wo er kurz vor Schluss am 22. Oktober 2020 in der ersten Partie der Gruppenphase gegen LOSC Lille eingewechselt wurde. Auch bei der 0:1-Niederlage gegen den AC Mailand am letzten Spieltag war er nochmal aktiv und bekam über die komplette Laufzeit der Partie Spielzeit. Sein Debüt in der ersten Liga hatte er dann am 17. Januar 2021 bei einem 0:0 gegen Baník Ostrava, wo er in der Startelf stand. In der Spielzeit 2022/23 gelang ihm mit seiner Mannschaft am Ende die Meisterschaft.
Im Juli 2025 wechselte Vitík zum italienischen Erstligisten FC Bologna.

### Nationalmannschaft
Nachdem er mit der tschechischen U15 und der U16 einige Einsätze sammelte, kam er auch bei der U17 zu weiteren. Mit der U21 nahm er dann an der Europameisterschaft 2021 und der Ausgabe im Jahr 2023 teil, kam bei beiden mit seiner Mannschaft aber nichts über die Gruppenphase hinaus.
Sein Debüt im Trikot der A-Nationalmannschaft hatte er dann am 20. November 2023, wo er bei einem 3:0-Sieg über Moldau in der Startelf stand.